# Rebecca Nilsson
Rebecca Nilsson (født 21. juni 1998) er en kvindelig svensk håndboldspiller som spiller for den svenske topklub Skuru IK og Sveriges kvindehåndboldlandshold. Hun spillede fra 2021 til sommeren 2023, for tyske TuS Metzingen.
Hun var indkaldt som reserve spiller for Sverige, ved Sommer-OL 2020 i Tokyo. Hun var ligeledes med i bruttotruppen ved EM i kvindehåndbold 2020 i Danmark.